# 富山元十郎
富山 元十郎（とみやま もとじゅうろう、生没年不詳）は、江戸時代後期の幕臣。諱は保高。享和元年（1801年）6月には幕府の命により調査にあたった得撫島に、深山宇平太らとともに「天長地久大日本属島」の標柱を建てた人物。

## 人物・事績
寛政5年（1793年）、ロシア使節アダム・ラクスマンが、漂流民としてロシア帝国に捕囚されていた大黒屋光太夫をエカテリーナ号で護送してきた際、ラクスマンらの応対にあたった。
寛政11年（1799年）の東蝦夷地上知にともなって赴任し、その経営に当たった。享和元年（1801年)、択捉島および得撫島を調査し、得撫島オカイワタラの丘に「天長地久大日本属島」と記した標柱を建てるとともにトウボにおいてロシア人ケレトフセから同地の事情を聴取した。なお、富山・深山には八王子千人同心のうち2名も同行した。
箱館奉行所建設に際しては、井戸の水量不足を補うために箱館山を調査し湧水を発見した。箱館奉行の羽太正養はこれを「富山泉」と命名した。文化4年（1807年）、富山は箱館奉行調役に昇進している。その後の消息は不詳である。